# Bisbat de Ramsbury
El bisbat de Ramsbury fou una jurisdicció religiosa anglesa creada el 909, a l'època saxona, al petit poblet del mateix nom, ara dins del comtat de Wiltshire. En el seu moment, els seus bisbes van gaudir de gran influència i alguns d'ells van esdevenir arquebisbes de Canterbury.
El 1075 es va fer una reforma del mapa eclesial i la diòcesi de Ramsbury es va incloure en el bisbat de Salisbury.
El 1974, el títol de bisbe de Ramsbury va ésser recuperat per l'església anglicana per a anomenar un dels bisbes auxiliars de la diòcesi de Salisbury.

## Llista de bisbes de Ramsbury
- 909-927: Aethelstan
- 927-942: Oda de Canterbury (promogut a Arquebisbe de Canterbury)
- 942-949: Aelfric
- 952-970: Oswulf
- 970-981: Aelfstan
- 981-985: Wulfgar
- 985-990: Sigeric el Seriós (promogut a Arquebisbe de Canterbury)
- 990-995: Alfric d'Abingdon (promogut a Arquebisbe de Canterbury)
- 995-1045: Bertwald
- 1045-1058: Herman